# Алі I (ширваншах)
Алі I (д/н — 917) — 4-й ширваншах в 913—917 роках. Останній правлячий представник старшої гілки династії Маз'ядидів.

## Життєпис
Син ширваншаха Хайсама II. 913 року разом з останнім брав участь у війні проти Хозарського каганату і Саріру, в якій Ширван у союзі з Дербентським еміратом зазнав поразки в битві біля Каспійської брами. Хайсам II загинув, а Алі опинився в полоні. Звільнився за 3 місяці, визнавши зверхність каганату.
Алі I став новим ширваншахом. У 914 році узбережжя його держави сплюндрували руси. Все це підірвало військову потугу та авторитет Алі I. 917 року його було повалено Мухаммадом з лайзанської гілки Маз'ядидів. Самого Алі та його сина Аббаса було страчено, проте онук Абу-Бакр зумів втекти.